# 塞萨尔·巴尔达奇尼

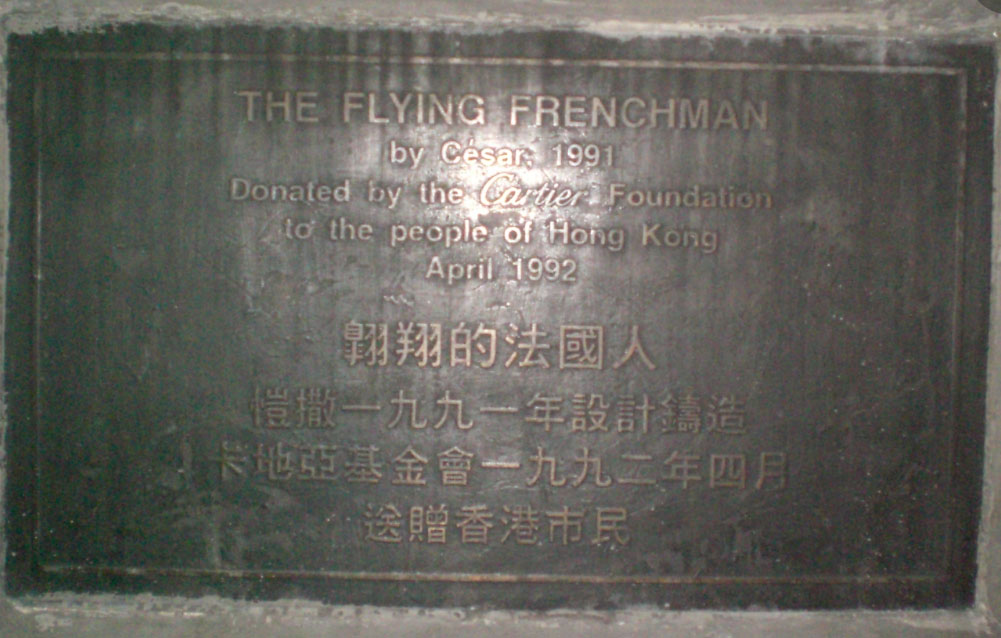
在香港文化中心廣場上，放置的一個雕塑名為《翱翔的法國人》，是凱撒的作品

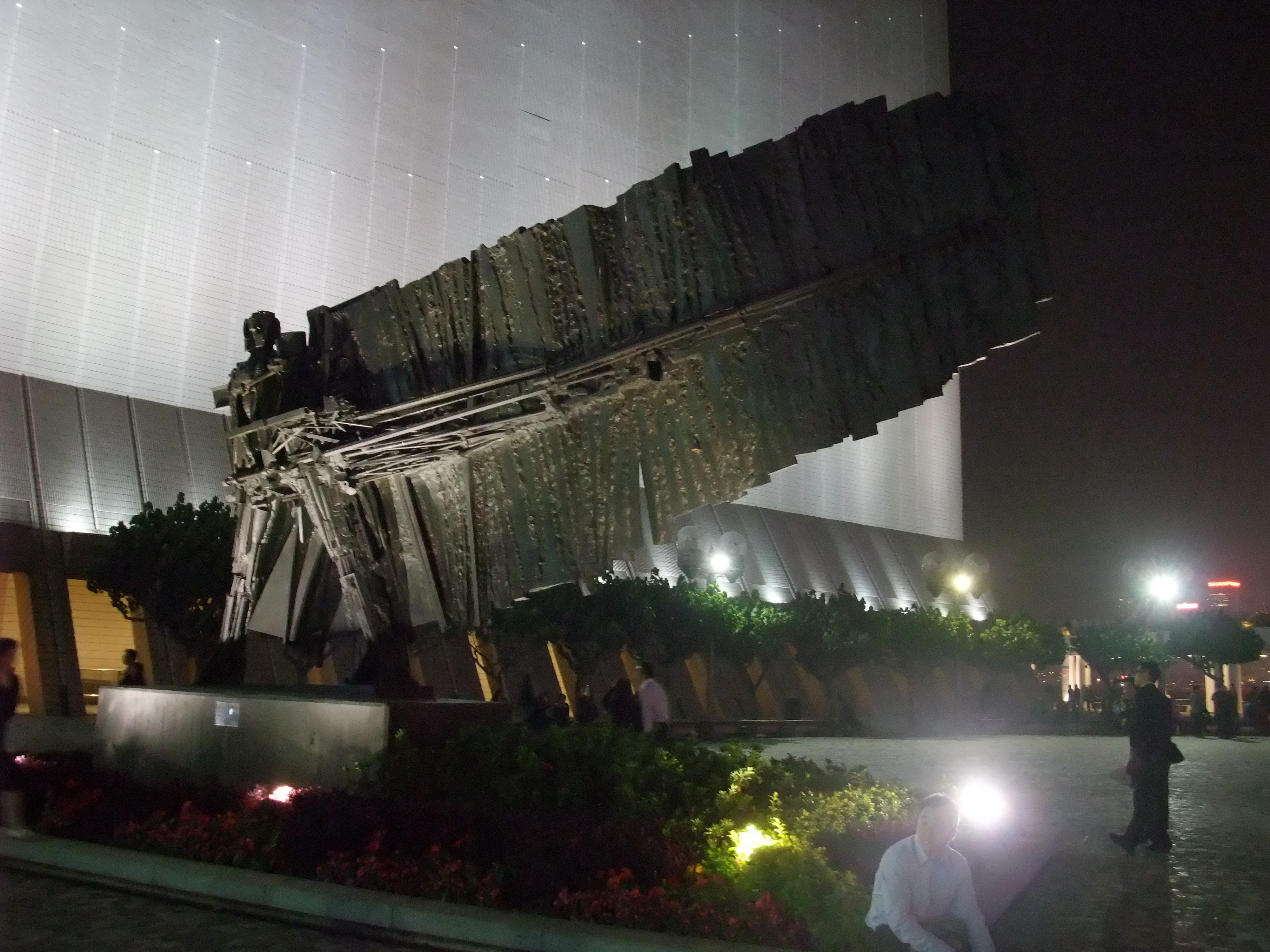
翱翔的法國人

塞萨尔·巴尔达奇尼（法語：César Baldaccini，法語發音：[sezaʁ baldatʃini]；1921年1月1日—1998年12月6日），法國現代雕塑家。他的青銅作品同時融合了兩項現代雕塑的元素：承襲自傳統的雕塑品質及組合技法，後者尤為塞萨尔的創作特色。其擅長青銅造型、壓縮技法、發泡技法等，其中發泡技法的基本技術是利用化學反應，他發現原來素材本身亦能創造造型。